# Brentwood (Pennsylvanie)
Pour les articles homonymes, voir Brentwood.
Brentwood est un borough situé dans le comté d'Allegheny, en Pennsylvanie, aux États-Unis,. En 2010, il comptait une population de 2 159 habitants. Il est incorporé le 11 juin 1915.

## Démographie
Lors du recensement de 2010, le borough comptait une population de 9 643 habitants. Elle est estimée, en 2018, à 9 329 habitants.

### Source de la traduction
- (en) Cet article est partiellement ou en totalité issu de l’article de Wikipédia en anglais intitulé « Brentwood, Pennsylvania » (voir la liste des auteurs).